# Tornats
Els tornats (en llatí: Tornates) van ser un poble aquità que només menciona Plini el Vell, sense indicar-ne la situació. Sembla que podrien haver viscut a la regió de la vila de Tornai, a la vora del riu Arròs, afluent de l'Ador, a la regió de Tarbes, en el territori dels bigerrions o a la seva rodalia.